# Zastava Butana
Zastava Butana sastoji se od bijelog zmaja na crvenoj i narančastoj podlozi. Zastava je podijeljena dijagonalom iz donjeg lijevog kuta na dva trokuta. Gornji trokut je žut a donji narančast. Zmaj je smješten na graničnoj liniji, okrenut ka donjem kutu.
Ova zastava s manjim izmjenama koristi se od 19. stoljeća, a svoj sadašnji oblik dobila je 1960. godine.
Zmaj prikazan na zastavi je Pijani zmaj ili Zmaj grom koji predstavlja lokalno ime Butana, zemlja Zmaja. Zmaj ima dragulje u svojim kandžama što predstavlja bogatstvo. Žuta boja predstavlja sekularnu monarhiju, a narančasta budizam.

## Vanjske poveznice
- Flags of the World